# Taft Vantaa
Taft Vantaa (Vantaan TAFT) est un club finlandais de football américain basé à Vantaa, banlieue d'Helsinki. Il fut fondé en 1981.

## Palmarès
- Champion de Finlande : 1985
- Champion d'Europe (Eurobowl) : 1986